# 구우진항
구우진항은 경상남도 사천시 서포면 자혜리에 있는 어항이다. 2002년 10월 18일 어촌정주어항으로 지정하여 관리하고 있다. 시설관리자는 사천시장이다.

## 어항 구역
본 항의 어항구역은 다음과 같다
- 수역: 미지정 (사천시 서포면 자혜리 20-11(제) 일원)
- 육역: 4,300m2

## 어항 시설
- 방파제 172m, 선착장 47m, 물량장 36m

## 주요 어종
- 농어, 도다리, 보리새우, 굴